# Boris Romachov
Boris Sergueïevitch Romachov (Бори́с Серге́евич Ромашо́в), né le 18/30 juin 1895 à Saint-Pétersbourg et mort le 6 mai 1958 à Moscou, est un dramaturge et critique littéraire soviétique, lauréat du prix Staline. 

## Biographie
Boris Romachov naît dans une famille d'acteurs. Il fait ses débuts sur scène en 1916 et en 1922 déménage à Moscou, où il écrit des articles de journaux et commence à écrire des pièces de théâtre. Il étudie à l'université de Moscou. Il est l'auteur d'articles sur le théâtre et la dramaturgie.
Sa première pièce sérieuse est Fedka-Essaoul écrite en 1924.
Boris Romachov joue un rôle important dans la formation de la scène satirique soviétique. Ses comédies Le Gâteau aérien («Воздушный пирог», 1925) et La Fin de Krivorylsk («Конец Криворыльска», 1926) sont écrites selon l'esprit de l'idéologie soviétique et dénoncent les philistins. Son drame, Le Pont de feu («Огненный мост», 1929) traite du destin de l'intelligentsia pendant la Révolution.
Il reçoit en 1948 le prix Staline de 1re classe pour sa pièce, La Grande Force («Великая сила»). En 1949, il est gratifié du titre d'artiste émérite de la RSFSR. Il est professeur à l'institut de littérature et contribue à la formation de la faculté de dramaturgie en son sein.
Comme se rappelle Marianna Stroïeva, une « brigade spéciale de combattants » est formée à la fin des années 1940 et au début des années 1950, comprenant Anatoli Sourov, V. Zalesski et Romachov, afin de débarrasser l'esprit des étudiants de l'influence « néfaste » de l'ancien corps professoral.
Il demeurait voie Nijni Kislovski n° 8/2, bât. 2. à Moscou (une plaque y est apposée).
Boris Romachov meurt le 6 mai 1958. Il est enterré au cimetière Novodievitchi (5e div.)

## Œuvres
- «Федька-есаул» [Fedka-Essaoul], Moscou, 1924; Moscou, 1927: sur la guerre civile russe
- «Воздушный пирог» [Le Gâteau aérien], Moscou, 1925: sur les affairistes de la NEP
- Его спасает небо [Le Ciel le sauvera], Moscou, 1925 (comédie filmée)
- «Конец Криворыльска» [La Fin de Krivorylsk] (1927)
- «Огненный мост» [Le Pont de feu] (1930) sur un membre du parti idéalisé dirigeant une usine; adaptée au cinéma en 1976
- «Смена героев» [ Changement de héros] (1933)
- «Бойцы» [Les Combattants] (1934)
- Пьесы [Pièces], Moscou, éd. Goslitizdat, 1935
- «Родной дом» [Maison natale] (1938)
- Со всяким может случиться [Cela peut arriver à n'importe qui], comédie (1941)
- «Звёзды не могут погаснуть» [Les Étoiles ne peuvent s'éteindre] (1942)
- «Знатная фамилия» [Nom de famille distingué] (1944)
- «Великая сила» [La Grande Force] (1947), adaptée au cinéma en 1950
- Пьесы [Pièces], Moscou, éd. Iskousstvo, 1948
- Пьесы [Pièces], Moscou, éd. Sovietski pissatel, 1951
- «Драматург и театр» [Dramaturge et Théâtre], Moscou, éd. Iskousstvo, 1953
- Пьесы [Pièces], Moscou, éd. Sovietski pissatel, 1954

## Distinctions
- Ordre du Drapeau rouge du Travail (30 juin 1955)
- Ordre de l'Étoile rouge
- Ordre de l'Insigne d'honneur (31 janvier 1939)
- Artiste émérite de la RSFSR (26 octobre 1949)
- Prix Staline de 1re classe (1948)